# Église Saint-Éloi (Île de la Cité)
Pour les articles homonymes, voir Église Saint-Éloi.
Cet article concerne une église parisienne détruite. Pour l'église parisienne actuelle, située dans le 12e  arrondissement, voir Église Saint-Éloi de Paris.
L’église Saint-Éloi, église des Barnabites, est une ancienne église conventuelle à Paris. Elle était située sur l'île de la Cité, à un emplacement aujourd'hui occupé par les bâtiments de la Préfecture de police de Paris, 2 rue de Lutèce.

## Histoire
Les traces d'occupation du site les plus anciennes remontent à la période romaine  (Ier siècle av. J.-C.). Une abbaye de femmes fut fondée en 635 par saint Éloi, ministre du roi Dagobert Ier, à l'emplacement de ce qui deviendra au XVIIIe siècle la rue Saint-Éloi. Cette abbaye était consacrée à saint Martial de Limoges.
Les moniales furent dispersées en 1107 pour inconduite et remplacées en 1134 par des moines rattachés à l'abbaye de Saint-Maur. L'église du couvent fut démembrée en deux parties séparées par une ruelle (ancienne rue de la Savaterie) : la nef est reconstruite et affectée aux religieux bénédictins de Saint-Maur, le chœur devient l'église paroissiale Saint-Martial. 
Cet édifice d'une nef unique sans transept fut complété d'un chœur en abside, reconstruit sous Henri III.
Le couvent possédait, outre une petite censive autour du cloître dans l'île de Cité, d'un fief autour de la rue Saint-Antoine comprenant, dans un quadrilatère entre les actuelles rues Saint-Paul, Neuve-Saint-Pierre et de l'Hôtel-Saint-Paul, une grange et une prison signe de son pouvoir judiciaire. Il fut rattaché en 1533 au domaine de l'évêque de Paris qui était à cette date abbé commendataire de l'abbaye de Saint-Maur.
L'archevêque de Paris céda en 1631 le couvent en ruine et abandonné à l'ordre des Barnabites établis en France depuis 1622 grâce à la protection de Marie de Médicis. Les Barnabites s'engageaient à restaurer l'église et à reconstruire le couvent. L'architecte Jean-Sylvain Cartaud construisit une façade en 1705. Ce portail enclavé dans une cour entre des maisons particulières était peu visible par manque de recul.
Le 26 janvier 1790, Dom Eusèbe de Lagarde, prieur, déclare les biens et revenus du monastère conformément à la loi de confiscation des biens du clergé. À cette date, le couvent comptait encore dix religieux prêtres et cinq convers.
En 1791, cette église conventuelle est transformée en atelier de fonderie monétaire et abrita ensuite les archives de la Cour des comptes.
La vue de sa façade est dégagée par les travaux d'urbanisme de la première moitié du XIXe siècle
Elle est détruite en 1858 au moment du réaménagement de l'île de la Cité par le baron Haussmann pour le percement du boulevard du Palais. À cette date, elle était la seule ancienne église encore en place dans la Cité en dehors de Notre-Dame. Un immeuble haussmannien s'élève à son emplacement.

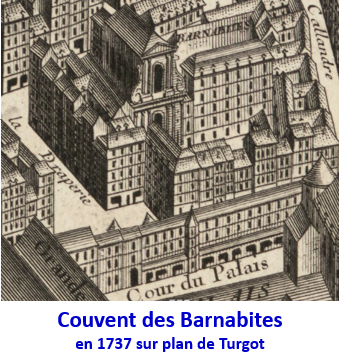
Couvent des Barnabites en 1737 sur plan de Turgot.
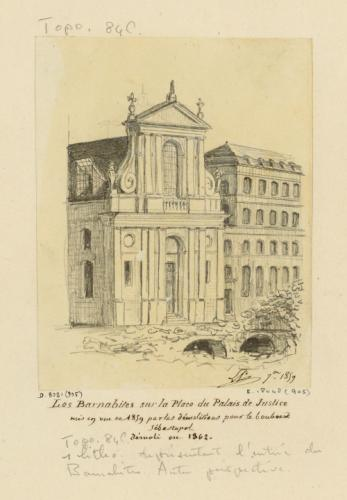
Ancienne église Saint-Éloi en 1859.
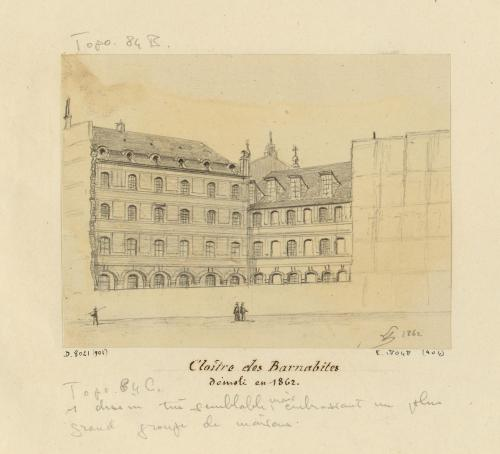
Ancien couvent des Barnabites en 1859 avant sa démolition.

Sa façade de 1705 a été remontée en 1863 pour l'actuelle église Notre-Dame-des-Blancs-Manteaux par Victor Baltard avec d'importants remaniements, notamment d'élargissement pour l'adapter à la nef de cette église et de nouvelles volutes plus épaisses.

## Fouilles archéologiques
Une opération d'archéologie préventive menée par l'Inrap en 2013 à l'occasion de l'édification d'une nouvelle salle pour l'accueil du public a permis d'en mettre au jour quelques vestiges, parmi d'autres remontant notamment à la période gallo-romaine. La partie fouillée comprend l'extrémité de la nef et le début du chœur, le reste se trouvant encore sous les bâtiments de la Préfecture, du côté du boulevard du Palais. Une petite partie du cloître, située immédiatement au sud, a été dégagée. Il servait de cimetière : on y a découvert des sépultures médiévales et au moins une pierre tombale.

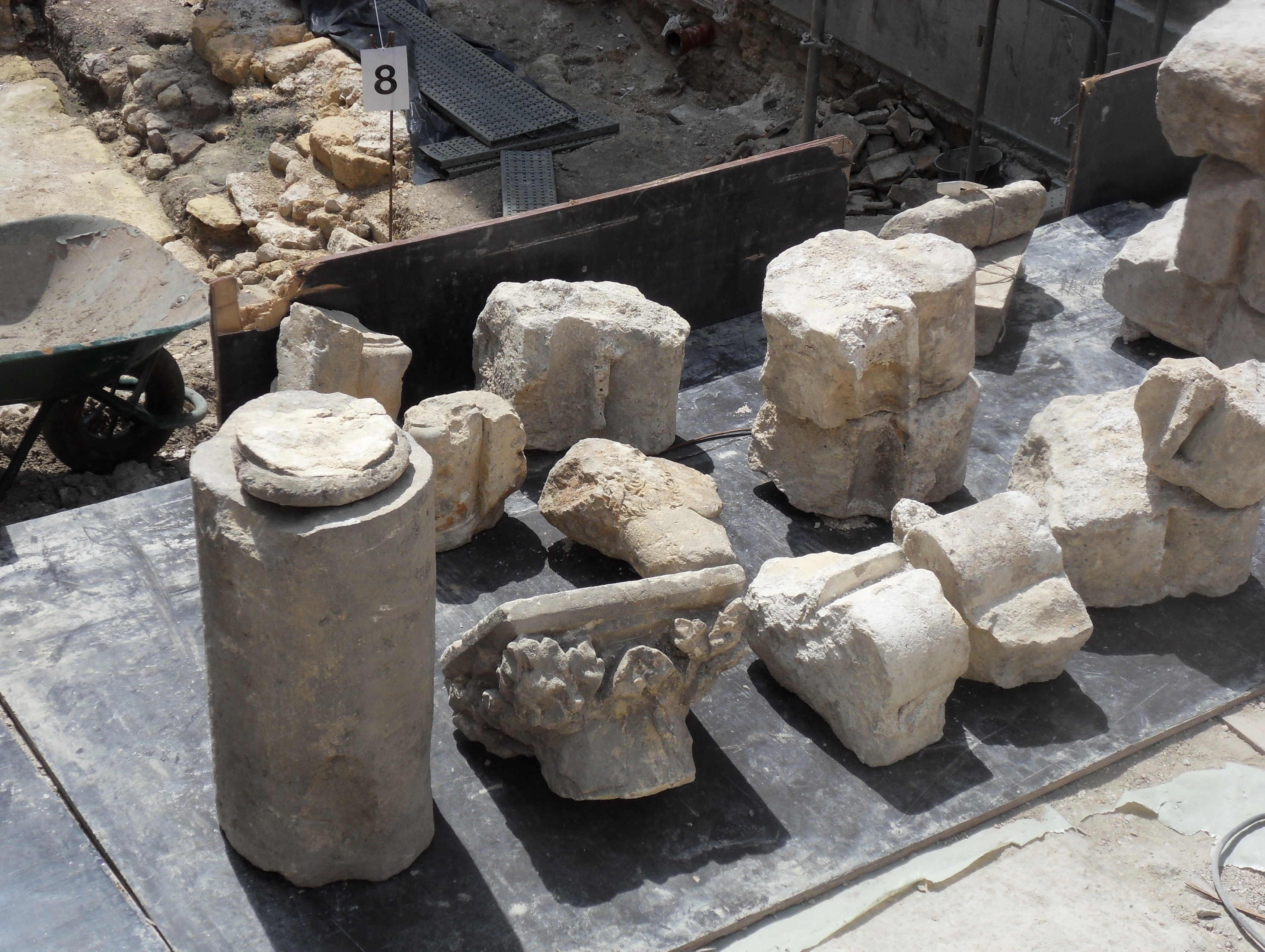
Éléments lapidaires médiévaux remployés dans les fondations de l'église du XVIIe siècle.
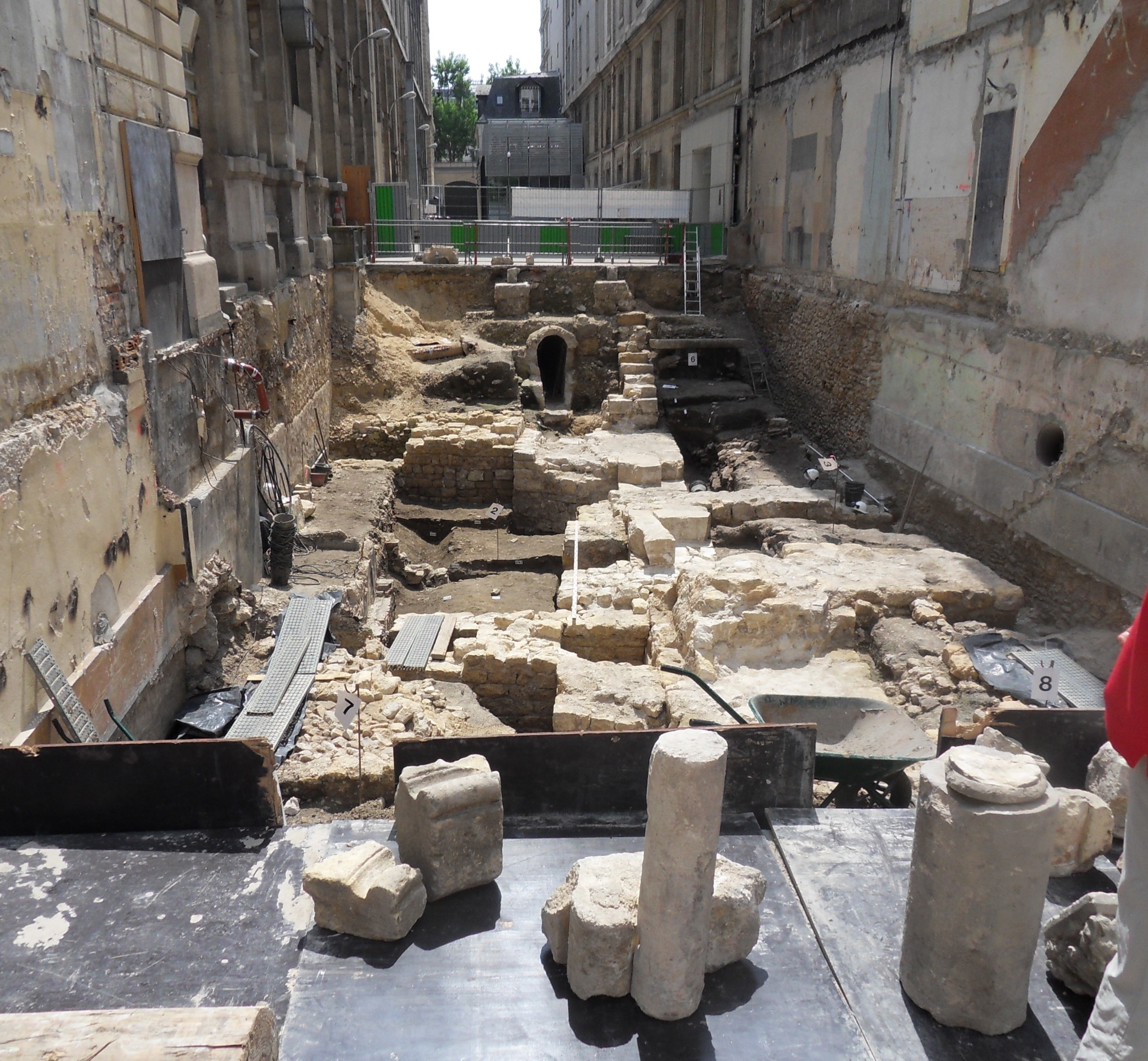
Vue générale du chantier de fouilles en juin 2013. Niveaux successifs : zone romaine, terre agricole du cloître avec une pierre tombale encore en place, début du chœur, extrémité de la nef, au fond : égout haussmannien (1860).